# Хван Джунмук
Хван Джунмук (кор. 황준묵?, 黃準默?, род.27 октября 1963) — южнокорейский математик, лауреат премий.

## Биография
Родился в 1963 году. В 1993 году получил в США в Гарвардском университете степень Ph.D. С 1999 года — профессор Корейского института перспективных исследований.
В 2014 году был пленарным докладчиком Международного конгресса математиков.

## Награды
- Корейская научная премия[англ.] (2001)
- Хоамовская премия в области науки[англ.] (2009)